# UTC−02:00

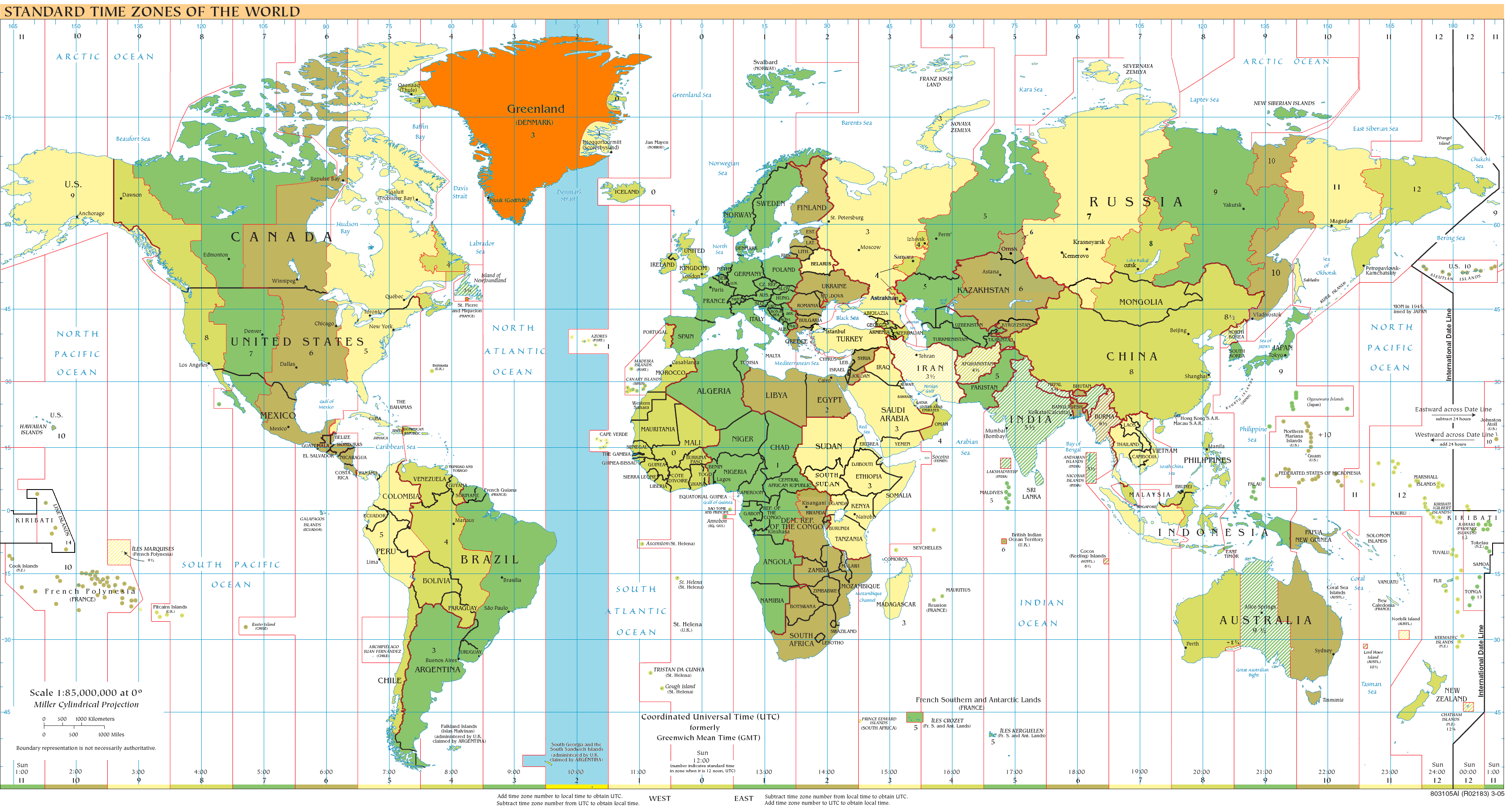
UTC–02:00-be tartozó területek:

Az UTC–02:00 egy időeltolódás, amely két órával van hátrább az egyezményes koordinált világidőnél (UTC).

## Alap időzónaként használó területek (egész évben)

### Atlanti-óceán
- Brazília
  - Fernando de Noronha-szigetcsoport
  - Trindade és Martim Vaz-szigetek

- Egyesült Királyság
  -  Déli-Georgia és Déli-Sandwich-szigetek (az Egyesült Királyság tengerentúli területe)

## Nyári időszámításként használó területek (az északi félteke nyarain)

### Észak-Amerika
- Dánia
  -  Grönland (Dánia külbirtoka) (kivéve Danmarkshavn, Ittoqqortoormiit és a Thule légibázis)

- Franciaország
  -  Saint-Pierre és Miquelon (Franciaország külbirtoka)

## Időzónák ebben az időeltolódásban
| Időzóna neve angolul            | Időzóna neve magyarul           | Időzóna rövidítése |
| ------------------------------- | ------------------------------- | ------------------ |
| Fernando de Noronha Time        | Fernando de Noronha-i idő       | FNT                |
| South Georgia Time              | Déli-georgiai idő               | GST                |
| Pierre & Miquelon Daylight Time | Pierre és Miquelion-i nyári idő | PMDT               |
| Western Greenland Summer Time   | Nyugat-grönlandi nyári idő      | WGST               |
| Oscar Time Zone[a]              | -                               | O                  |

## Fordítás
Ez a szócikk részben vagy egészben  az   UTC−02:00 című angol Wikipédia-szócikk ezen változatának fordításán alapul.  Az eredeti cikk szerkesztőit annak laptörténete sorolja fel. Ez a jelzés csupán a megfogalmazás eredetét és a szerzői jogokat jelzi, nem szolgál a cikkben szereplő információk forrásmegjelöléseként.